# 黄邵
黄 邵（こう しょう、? - 建安元年（196年））は、中国後漢時代末期の人物。黄巾軍頭目の一人。

## 生涯
黄巾の乱が鎮圧された後も、汝南郡・潁川郡において、同じく頭目である何儀・劉辟・何曼らと共に数万の軍勢を擁していた。彼らは初め袁術、次いで孫堅に追従した。
建安元年（196年）2月、彼ら黄巾軍は曹操と交戦。敵陣に夜襲を仕掛けたが返り討ちに遭い、黄邵は于禁によって斬られた。何儀ら生き残った軍勢は曹操に降伏した。

## 三国志演義
小説『三国志演義』では第12回で登場。史実同様、黄巾軍の残党として跋扈していたところを曹操によって討伐されると、何曼は曹洪に斬られ、黄邵は李典によって捕縛される。
何儀は数百騎を率いて逃走を図るが、在野の士であった許褚によって捕らえられ、そして許褚が曹操に帰順した後、何儀と黄邵は共に処刑された。